# Lillebrors visor
Lillebrors visor är en samling barnvisor utgivna 1927 på Saxon & Lindströms förlag. Musiken är skriven av bröderna August och Bengt Wallerström och texterna av Ingrid Wallerström. Denna trio hade tidigare även utgivit Knäck-kalaset och andra barnvisor.
Illustrationerna är gjorda av Signe Friman.

## Innehåll
1. Lillebror sover
2. Tomtens julkväll
3. Ullas cirkus
4. Tuttan och dopparda'n
5. Putte har fått en trumma
6. Jimmys leksaksbil
7. När solen går upp
8. Byxfickoma
9. Vårens förstlingar
10. En liten hona
11. Nu lysa stjärnor
12. Kisses portratt
13. Gris, gris, grymta
14. Putte och julklapparna
15. Hoppsan och Stoppsan